# Lithosia sikkima
Lithosia sikkima är en fjärilsart som beskrevs av Embrik Strand 1922. Lithosia sikkima ingår i släktet Lithosia och familjen björnspinnare. Inga underarter finns listade i Catalogue of Life.